# Léa Callon
Pour les articles homonymes, voir Callon.
Léa Callon, née le 17 juillet 1996 à Paris, est une tumbleuse française.
Elle est médaillée de bronze aux Championnats du monde de trampoline 2017 à Sofia avec Lauriane Lamperim, Émilie Wambote et Marie Deloge. Le quatuor français est aussi médaillé de bronze aux Championnats d'Europe de trampoline 2016 et aux Championnats d'Europe de trampoline 2018.
Avec Émilie Wambote, Marie Deloge et Isma Laanaya, elle remporte la médaille de bronze en tumbling par équipe aux Championnats du monde de trampoline 2019 à Tokyo.